# El Derramador (pedania de Requena)
El Derramador és una pedania del municipi valencià de Requena (Plana d'Utiel). El 2009 tenia 58 habitants.
Situat a la vega del riu Magre, ben a prop del barranc Hondo que tributa al Magre per la dreta. Situada al nord de la pedania del Azagador i al sud de Roma, a El Derramador s'hi arriba des de Requena per la carretera comarcal CV-450 que creua el nucli de nord a sud.
El seu nom prové probablement dels vessaments de les antigues cases de labor de la zona. Els inicis del llogaret es troben lligats a la Casa Oria (avui cellers Torre Oria), antiga casa de labor. L'únic monument destacat és l'ermita edificada el 1821, dedicada a sant Miquel.
L'activitat econòmica està protagonitzada, com a la resta del terme municipal de Requena, per l'activitat agrícola amb predomini de la viticultura. Tres cellers cooperatius concentren la producció: la cooperativa Sant Miquel, el Celler Torre Oria i les Vinyes i Bodegues Vegalfaro. També destaca una granja d'aus.
Les festes se celebren durant la primera quinzena del mes de maig en honor del patró sant Miquel Arcàngel.